# Берил Бейнбридж
Дейм Берил Бейнбридж, DBE (на английски: Beryl Bainbridge) е британска актриса, сценаристка и писателка, авторка на произведения за семействата от работническата класа, трилъри, компактни исторически романи и документалистика.
Берил Бейнбридж е дама-командор на Британската империя от 2000 г. заради приноса ѝ към литературата.

## Биография и творчество
Берил Маргарет Бейнбридж е родена на 21 ноември 1932 г. в Ливърпул, Англия, в семейството на Ричард Бейнбридж, продавач, и Уинифред Бейнс. Израства в близост до Формби. От малка обича да пише и от 10-годишна си води личен дневник. На 11 години взема уроци по латински и дикция, и участва в детско радио-шоу. Заедно с брат ѝ Ян са изпратени в частното училище Merchant Taylors в Кросби, но оттам е изключена през 1948 г.
Постъпва в училище за сценични изкуства „Коун-Рипман“ в Тринг, Хартфордшър. Там показва добри резултати по история, английски език и рисуване (рисува през целия си живот). През лятото напуска училището. Влюбва се в бившия германски военнопленник Хари Франц и през следващите 6 години се опитват той да получи разрешение за връщане в Англия. Такова не му е дадено и връзката им приключва през 1953 г.
През 1954 г. се омъжва за театралния художник Остин Дейвис. Имат син – Аарон и дъщеря Джоана. Развеждат се през 1959 г., а Бейнбридж остава самотна майка с две деца – Аарон и Джоана. През 1958 г. тя прави опит за самоубийство с поставяне на главата си в газовата фурна.
По-късно се влюбва в Алън Шарп, шотландски писател и сценарист, с когото през 1967 г. имат дъщеря – актрисата Рут „Руди“ Дейвис.
В ранните си години Берил Бейнбридж работи като театрална актриса, а после и във второстепенни филмови роли. За да запълни времето си, започва да пише, използвайки спомени от детството си. То не е особено добро, поради напрегнатите отношения в семейството ѝ и класовите му различия, и затова ранните ѝ творби имат мрачен и клаустрофобичен характер. Първият ѝ завършен роман е „Хариет каза“ (Harriet Said), но той не е приет от издателствата, които характеризират главните герои като „отблъскващи“. Публикуван е едва през 1973 г.
Първият издаден роман на Бейнбридж е „Уикенд с Клод“ (A Weekend with Claude) през 1967 г. Заедно със следващия от 1968 г., те получават добри отзиви от критиката, но не са особено търсени. Едва след публикуване на книгите ѝ в САЩ в началото на 70-те години получава значително обществено признание и стартира успешната си писателска кариера. През 1977 г. романът ѝ „Време на нараняване“ (Injury Time) е удостоен с британската награда Whitbread.
През 1976 г. пише сценарий по романа си „Сладкият Уилям“ (Sweet William), а филмът излиза през 1979 г. с участието на Сам Уотърсън. През 1988 г. е екранизиран романът ѝ „Шивачката“ с участието на Джоан Плоурайт и Били Уайтлоу. Романът ѝ „Страшно голямо приключение“ (An Awfully Big Adventure) от 1989 г. е адаптиран в едноименния филм през 1995 г. с участието на Алън Рикман и Хю Грант.
През 90-те години Бейнбридж се обръща към историческите романи, които я правят особено популярна. Романът ѝ „Всеки мъж за себе си“ (Every Man for Himself) е удостоен с наградите Whitbread и Guardian Fiction. Освен художествени романи тя пише разкази и документални книги.
Освен с писане на литературни произведения Берил Бейнбридж участва в обществения живот и като колумнист за Spectator и Standard Evening. Тя е известна личност в литературния свят на Англия. Дребничка, пряма, иконоборец, шегаджийка и страстен пушач, често е описвана от медиите като „ексцентрична“.
Литературната общност оценява подобаващо приноса на писателката към културата. Пет пъти е номинирана за наградата „Букър“ и през 2011 г. е удостоена посмъртно с нея за цялостно творчество. През 2000 г. е удостоена със званието Дейм Командор на Ордена на Британската империя. През 2008 г. вестник „Таймс“ я определя като един от „50-те големи британски писатели след 1945 г.“
Берил Бейнбридж умира от рак на 2 юли 2010 г. в Лондон. През 2005 г. много от нейните писма и дневници са предадени на Британската библиотека.

## Произведения

### Самостоятелни романи
- A Weekend with Claude (1967)[1][2][6]
- Another Part of the Wood (1968)[4]
- Harriet Said (1973)
- The Dressmaker (1974) – издадена и като The Secret Glass
Шивачката, изд.: „Хр. Г. Данов“, Пловдив (1984), прев. Виолета Кюмюрджиева
- The Bottle Factory Outing (1974)
- Sweet William (1975)
- A Quiet Life (1976)
Спокоен живот, изд.: „Хр. Г. Данов“, Пловдив (1984), прев. Виолета Кюмюрджиева
- Injury Time (1977) – награда Whitbread за най-добър роман
- Young Adolf (1979)
- Winter Garden (1980)
- Watson's Apology (1984)
- Filthy lucre: or The tragedy of Ernest Ledwhistle and Richard Soleway (1986)
- Forever England: North and South (1987)
- An Awfully Big Adventure (1989)
- The Dolphin Connection (1991)
- The Birthday Boys (1991)
- Every Man for Himself (1996) – награда Whitbread и Guardian Fiction за най-добър роман
- Master Georgie (1998)
- According to Queeney (1999)
- The Girl in the Polka Dot Dress (2011)

### Сборници
- Mum and Mr. Armitage: Selected Stories of Beryl Bainbridge (1985)[1]
- Watson's Apology, Mum and Mr. Armitage,: And Other Stories (1985)[6]
- Ox-Tales:Air (2009) – с Диран Адебайо, Хелън Фийлдинг, А. Л. Кенеди, Алегзандър Маккол Смит, Д. Б. С. Пиер, Викрам Сет, Камила Шамси, Хелън Симпсън и Луиз Уелш

### Документалистика
- Scott's Last Expedition: The Journals (1980)[1]
- English Journey: Or the Road to Milton Keynes (1984)
- Something Happened Yesterday (1993)
- Scott's Last Journey (1999)
- Front Row: My Life in the Theatre (2005)

### Филмография

#### Като автор
- 1976 Play for Today – ТВ сериал[6]
- 1977 The Velvet Glove – ТВ сериал
- 1977 ITV Sunday Night Drama – ТВ сериал
- 1980 Sweet William – филм по романа, сценарий
- 1981 BBC2 Playhouse – ТВ сериал
- 1986 Unnatural Causes – ТВ сериал
- 1988 The Dressmaker – филм по романа
- 1995 An Awfully Big Adventure – филм по романа

#### Като актриса
- 1953 Rookery Nook – ТВ филм
- 1960 Biggles – ТВ сериал
- 1961 Coronation Street – ТВ сериал
- 1970 – 1971 Doomwatch – ТВ сериал
- 1972 Adult Fun

#### Книги за Берил Бейнбридж
- Understanding Beryl Bainbridge (2008) – от Брет Йозеф Грубишич[1]